# Kazimierz Górecki
Kazimierz Górecki (Strączno, 17 de enero de 1954 - Poznań, 26 de junio de 1977) fue un deportista polaco que compitió en piragüismo en la modalidad de aguas tranquilas. Ganó dos medallas de bronce en el Campeonato Mundial de Piragüismo de 1974.
Participó en los Juegos Olímpicos de Montreal 1976, donde finalizó quinto en la prueba de K4 1000 m.

## Palmarés internacional
| Campeonato Mundial | Campeonato Mundial        | Campeonato Mundial | Campeonato Mundial |
| Año                | Lugar                     | Medalla            | Evento             |
| ------------------ | ------------------------- | ------------------ | ------------------ |
| 1974               | Ciudad de México (México) | Medalla de bronce  | K1 4 × 500 m       |
| 1974               | Ciudad de México (México) | Medalla de bronce  | K4 10 000 m        |